# Chrysotimus dichromatus
Chrysotimus dichromatus är en tvåvingeart som först beskrevs av Jacques-Marie-Frangile Bigot 1890.  Chrysotimus dichromatus ingår i släktet Chrysotimus och familjen styltflugor. Inga underarter finns listade i Catalogue of Life.